# Karl Troost
Karl Troost, auch  Karl Ewald Troost (* 24. Februar 1854 in Witten; † unbekannt) war ein deutscher Altphilologe und Gymnasiallehrer für Latein und Griechisch, der sich als Übersetzer Vergils und seiner Forschung zu einem der Begründer der Stoa, Zenon von Kition, einen Namen machte.

## Leben
Karl Troost beendete 1874 das Gymnasium zu Paderborn und studierte von 1874 bis 1879 Klassische und Germanische Philologie und Philosophie an der Universität Münster (nach Aufhebung der ursprünglichen Universität zugunsten der Universität Bonn 1818 bis zur Neugründung als Volluniversität 1901 Königliche Theologische und Philosophische Akademie) und erwarb dort im Februar 1879 die Lehrbefähigung (facultas docendi) für die Fächer Latein, Griechisch, philosophische Propädeutik, Geschichte, Geographie und Deutsch. Im Schuljahr 1879/1880 absolvierte er sein Probejahr am Progymnasium in Preußisch Friedland (heute Debrzno). 1880/81 wurde er eben dort als Hilfslehrer in den regulären Schuldienst übernommen.
Mit Beginn des Schuljahres 1881/82 wirkte er als Lehrer am Städtischen Katholischen Progymnasium zu Frankenstein (Schlesien) , wo er hauptsächlich Deutsch, Latein, Griechisch und Geschichte unterrichtete. Während seiner Tätigkeit dort promovierte er am 7. März 1891 zum Dr. phil. zu den Fragmenten des hellenistischen Philosophen und Begründers der Stoa Zenon von Kition mit seiner philologischen Dissertation Zenonis Citiensis : de rebus physicis doctrinae : fundamentum ex adiectis fragmentis an der Universität Breslau.
Zum 13. April 1899 wechselte er als Oberlehrer an das Königliche Gymnasium in Beuthen. Im selben Jahr wurde er Oberlehrer an einer königlichen höheren Lehranstalt.

## Wirken
Karl Troost tat sich mit mehreren Werken in den traditionsreichen Berliner Studien für classische Philologie und Archaeologie hervor, insbesondere zu Aeneas Irrfahrt von Troja nach Karthago oder zu Inhalt und Echtheit der platonischen Dialoge. In diesen Studien erschien 1891 auch seine Dissertation Zenonis Citiensis : de rebus physicis doctrinae : fundamentum ex adiectis fragmentis.
Einen regelmäßigen Schwerpunkt seiner pädagogischen Tätigkeit bildete das Griechische und insbesondere der Unterricht zu Vergil. In Beiträgen (wissenschaftlichen Beilagen) zu den Jahresberichten des Städtischen Katholischen Progymnasium zu Frankenstein widmete er sich der Frage, wie Seebilder aus Vergils Aeneas im goetheschen Sinne »identisch« übersetzt werden könnten. Von Vergil übersetzte er auch das 1. und 3. Buch für »reifere Schüler und Freunde des Dichters«.